# British Rail Class 43
British Rail Class 43 jest określeniem podwójnych lokomotyw spalinowych składu High Speed Train InterCity 125, produkowanych przez BREL od 1976 do 1982 roku.
HST jest oficjalnie uznawany za najszybszy na świecie skład spalinowy, osiągając 238 km/h w składzie testowym i 201 km/h na regularnej trasie.
InterCity 125 jest zwrotem określającym pociąg złożony z dwóch lokomotyw Class 43, wraz z wagonami Mark 3 pomiędzy nimi.

## Produkcja
We wczesnych latach '70 Zarząd British Railways (BRB) stanął przed koniecznością unowocześnienia trakcji i taboru spalinowego w przeciągu 10 lat.
Środki finansowe były ograniczone, więc kosztowna elektryfikacja linii nie wchodziła w grę. Tak powstała idea bardzo szybkiego pociągu spalinowego.
Zarząd British Railways poszukiwał tańszego i bardziej ekonomicznego odpowiednika APT (brytyjskiego prototypu elektrycznego szybkiego składu, podobnego do HST). W ten sposób powstały prototypy lokomotyw, z nazwą Class 41 (później zwane Class 252).
Skład prototypowy został stworzony w Railway Technical Centre w Derby. Lokomotywy spalinowe zostały zbudowane przez należące do BREL zakłady Crewe Works, natomiast wagony Mk3, przystosowane do prędkości większej niż 160 km/h, przez BREL w Litchurch Lane Works. Silnik użyty w prototypowych lokomotywach to Paxman 'Valenta' 12RP200L o mocy 2250 KM, z prądnicą firmy Brush. Obie lokomotywy znajdowały się na końcach składu, co nadawało mu zarazem dobre własności aerodynamiczne, jak i "płaski" koniec pomocny podczas przetaczania.
Dwie pierwsze prototypowe lokomotywy zbudowano w czerwcu i sierpniu 1972 roku. Przydzielone im zostały numery 41001 i 41002, ale po krótkim czasie użytkowania nazwę zmieniono na Class 252.
Po okresie próbnym prototypy HSDT (Szybki Pociąg Spalinowy) zostały wprowadzone na regularną trasę London Paddington - Bristol.
Po dostrzeżeniu niewątpliwych zalet projektu złożono zamówienia przez koleje Western, Eastern, Scottish i London Midland.

## Operatorzy
W lipcu 2007 roku 194 istniejące lokomotywy Class 43 zostały rozdystrybuowane.
- 116 trafiło do First Great Western - operującego na liniach z Londynu do Bristolu, Walii i West Country.
- 32 do GNER.
- 31 do Midland Mainline - gdzie HST obsługują szybkie połączenia do Sheffield, Leeds i Yorku (przez Derby), równolegle z British Rail Class 222 "Meridian".
- 6 dla Grand Central - obecnie obsługują trasę Londyn - Sunderland.
- 5 dla Network Rail - używane jako "New Measurement Train", czyli pociągi sprawdzające zużycie i wykorzystanie torów.
- 4 - posiadają PorterBrook.

Midland Mainline posiadają nadwyżkę jednostek, i wiele z nich jest wypożyczonych innym operatorom, m.in. Virgin CrossCountry.
Od rozkładu jazdy 2007/2008 składy należące do GNER przeszły w ręce National Express East Coast w związku ze zmianą operatora franczyzy InterCity East Coast, która została zerwana 13 listopada 2009 roku i 13 składów trafiło do powołanego przez rząd operatora East Coast.

## British Rail
197 wyprodukowanym lokomotywom zostały przydzielone numery od 43002 do 43198. 43001 został zastosowany w drugim w dwóch prototypowych składów; natomiast pierwszy - 43000, jest do dziś zachowany (żadna inna lokomotywa nie miała numeru "trzy zera").
Do momentu wprowadzenia HST prędkość pociągów w Wielkiej Brytanii była ograniczona do 160 km/h. Dobre przyspieszenie i duża prędkość HST zapewniła mu popularność wśród pasażerów. Prototyp InterCity 125, numery 43000 i 43001 ustanowiły światowy rekord prędkości spalinowego pociągu pasażerskiego 12 czerwca 1973 roku. Do dziś niepobity rekord z 1 listopada 1987 roku wyniósł 238 km/h (148 mil/h).

## Wypadki
Ze wszystkich 197 wyprodukowanych lokomotyw, trzy uległy wypadkom:
- 43173 - Zniszczona w wypadku kolejowym w Southall 19 września 1997 roku.
- 43011 - Zniszczona w wypadku kolejowym w Ladbroke Grove w 1999 roku, pocięta na złom w 2002.
- 43019 - Zniszczona w kolizji z wagonem na przejeździe kolejowo-drogowym. Pocięta na złom w lipcu 2005 roku. Na cześć maszynisty, który zginął w tym wypadku, lokomotywa 43139 nosi imię "Stanley Martin".

Jedna z dwóch prototypowych lokomotyw, 43000 jest wystawiona w Narodowym Muzeum Kolejnictwa w Yorku, gdy druga, 43001, została pocięta na złom w Roterham, w grudniu 1990 roku.

## Wykorzystanie
W 2004 roku HST były używane przez First Great Western (84 lokomotywy), Midland Mainline (63 lokomotywy) i GNER (23 lokomotywy).
Od 1997 do 2003 roku HST były używane przez Virgin Trains, do czasu gdy zostały zastąpione przez składy spalinowe Voyager (Class 220) i Super Voyager (Class 221) .
W 2004 roku Midland Mainline zmniejszyła flotę HST na korzyść składów Meridan (Class 222). Network Rail przystosowały HST w celu testów stanu szyn.
HST obsługiwany przez First Great Western HSTs ma 472 siedzenia pasażerskie i miejsce na sześć rowerów.
Na podstawie designu HST powstał australijski XPT, o innym układzie siedzeń, rozwijający prędkość 160 km/h (100 mph).
W 2006 roku ogłoszono, że Grand Central zastosuje HST na trasie Londyn - Sunderland.

## Wymiana HST
Pierwsze zastąpienie HST miało miejsce w 1988 roku na linii East Coast Main Line przez InterCity 225, po elektryfikacji linii do Edynburga.
W bardziej nieodległych czasach HST zostawały zastępowane przez dieslowe zespoły trakcyjne, jak Class 180, Class 220, Class 221 czy Class 222. Składy te miały lepsze przyspieszenie od HST poprzez wyższy wskaźnik moc/waga, zwykle o 30%. Mimo to panuje powszechne przekonanie, że składy te nie dorównują wysokiemu komfortowi czy niskim hałasie cechującym wagony Mark3 w HST. Dziś hałas silników pod wagonami składów kursujących jako InterCity jest uznawany za nieodpowiedni.
W 2005 roku koncepcja HST2 była poddana pod dyskusję przez rząd i przemysł kolejowy. Skutkiem tych decyzji było unowocześnienie floty HST. Frima Brush zainstalowała nowoczesne, ciche i oszczędne generatory dieslowe MTU4000 i nowe systemy chłodzenia.
Przewoźnicy mają nadzieję, że to zapewni HST kolejne 10 lat efektywnej pracy.